# Г ћелије
Г ћелија или гастринске ћелије врста је ендокриних ћелије локализована у желуцу и дванаестопалачном цреву која луче гастрин. Ове ћелије које делује у комбинацији са главним ћелијама желуца и паријеталним ћелијама, луче гастрин као одговор на различите стимулусе, укључујући хемијске супстанце у храни, са намером да регулишу функцију желуца. Гастрин стимулише суседне паријеталне ћелије желуца да луче хлороводоничну киселину (чија је главна функција  да активира ензим за варење протеина пепсин). Гастрин такође стимулише паријеталне ћелије да луче унутрашњи фактор, протеин потребан да би се олакшала апсорпција витамина Б-12 из хране.

## Основне информације
Г ћелије се примарно налазе дубоко унутар пилоричних жлезда антрума желуца, а повремено и у панкреасу а у <20% у дванаестопалачном цреву. Инервисане су од стране вагусног нерва. Када осете храну у желуцу и дванаестопалачном цреву, Г челије луче хормон гастрин (по коме је Г ћелија добила име).
Пептид који ослобађа гастрин лучи се из постганглионских влакна вагусног нерва  Г ћелија током парасимпатичке стимулације. Пептидни хормон бомбезин такође стимулише гастрин из Г ћелија. Пептид који ослобађа гастрин, као и присуство аминокиселина у желуцу, стимулише ослобађање гастрина из Г ћелија. Гастрин такође стимулише ћелије сличне ентерохромафину да луче хистамин.
Гастрин такође циља на паријеталне ћелије повећањем количине хистамина и директном стимулацијом гастрином, узрокујући да паријеталне ћелије повећавају лучење хлороводоничне киселине у желуцу. 
Г-ћелије често експримирају ПД-Л1 током хомеостазе која их штити од имунолошког уништења изазваног хеликобактером пилори.

## Анатомија и физиологија
Желудачне жлезде садрже неколико различитих типова ћелија, од којих је свака са специфичним функцијама:
- Делта ћелије (Д ћелије) које луче соматостатин.
- Г ћелије које луче гастрин.
- Е ћелије које луче серотонин и хистамин.

Укратко, Д, Г и Е ћелије у желучаним жлездама раде заједно како би помогле у регулисању различитих функција желуца, укључујући лучење желудачне киселине, регулацију апетита и укупног здравља желуца и хомеостазу.
Г ћелије чине мање од 1% ћелија слузокоже. Код људи, ове ћелије, заједно са другим ендокриним ћелијама, налазе се између базалног и вратног региона желудачних жлезда, иако су неке (<20%) присутне у слузокожи дуоденума. Зреле ћелије се замењују незрелим прекурсорским ћелијама које се налазе у превлаци антралних жлезда. 
Промет Г ћелија је спор (за разлику од епителних ћелија), а стимулисан је гастрином. У овим ћелијама, микровили су присутни дуж њихових апикалних површина, које су у контакту са луменом желуца. Ова структурна карактеристика Г ћелији омогућава да узоркује желудачни садржај. Рецептори присутни на луминалној површинској мембрани осећају хемијске супстанце у храни, познате под заједничким називом секретогози, који регулишу ослобађање гастрина. Гастрин се складишти у секреторним гранулама присутним дуж базолатералне границе ћелије која се налази у непосредној близини крвних судова. Ослобађа се у циркулацију на базолатералној мембрани као одговор на нервне, ендокрине или паракрине стимулусе, као и локални фактори у лумену желуца.
Желудачна киселина инхибира ослобађање гастрина, стварајући негативну повратну спрегу. Па тако док концентрација водоникових јона (киселост) остаје ниска због пуферског ефекта хране, ослобађање гастрина се наставља. Како се варење одвија и желудац почиње да се празни, киселост се повећава због смањеног неутрализационог ефекта хране. Када садржај желуца у контакту са слузокожом антрума достигне одређени ниво киселости (пХ од 2,5 или мање), ослобађање гастрина престаје.
Стога, смањење секреције желудачне киселине, било због болести (нпр. гастритис) или због лечења лековима (нпр. инхибитори протонске пумпе), има тенденцију да повећа ослобађање гастрина. Ефекти киселине су посредовани ослобађањем соматостатина из Д ћелија у антруму, које затим потискују Г ћелију паракриним механизмом.